# DeUSYNLIGE
DeUSYNLIGE (engelsk: Troubled Water) er en norsk film instrueret af Erik Poppe og skrevet af Harald Rosenløw Eeg. Filmen havde norsk premiere den 26. september 2008, men international lancering på Filmfestivalen i Haugesund 21. august 2008. Trine Dyrholm medvirker i hovedrollen.

## Handling
deUSYNLIGE følger to forskellige hovedpersoner. Den ene, og mest centrale, er Pål Sverre Valheim Hagen som spiller den unge mand Jan Thomas Hansen. Jan Thomas har nylig afsonet otte år i fængsel for et drab på en 4 år gammel dreng. I fængslet har Jan Thomas lært at spille orgel og spillede fast ved søndagsgudstjenesterne. Jan Thomas vil så starte et nyt liv og søger job som organist i Paulus kirke. I kirken møder Jan Thomas alenemoren Anne, som har en søn på omtrent 4 år. De to får et nært forhold, og Jan Thomas vælger ikke at fortælle hende om sin fortid. Samtidig med, at Jan Thomas er begyndt som organist, finder moren til den døde dreng, Agnes (Trine Dyrholm), ud af at Jan Thomas er sluppet ud af fængslet, og hendes liv bliver vendt på hovedet. Dette er den anden hovedperson, som filmen følger, og historierne bliver efterhånden flettet sammen.

## Respons
deUSYNLIGE modtog strålende respons fra norske medier. Under filmfestivalen Hamptons International Filmfestival modtog filmen både hovedprisen og publikumsprisen, og prisuddeler Alec Baldwin roste filmen kraftigt. Nogen dage senere blev det klart at Hollywood-selskabet Warner Bros. havde købt rettighederne til filmen for at lave en amerikansk version, og ønskede Erik Poppe velkommen til at instruere den version også.

## Rolleliste
- Pål Sverre Valheim Hagen (Jan Thomas)
- Ellen Dorrit Petersen (Anna)
- Trine Dyrholm (Agnes)
- Trond Espen Seim (Jon M)
- Terje Strømdahl (Kirketjeneren)
- Frank Kjosås (Tommy)
- Anneke von der Lippe (Sissel)
- Stig Henrik Hoff (fængselspræsten)

## Andet
De første fire bogstaver i titlen udgør ordet Deus, der på latin betyder Gud. Forholdet til Gud er på flere planer et særdeles centralt tema i filmen.
- Liv-Benedicte Bjørneboes «Allegro for cello og orgel» bruges som lydspor i filmen og spilles af Aage Kvalbein og Iver Kleive.
- Den amerikanske producent Basil Iwanyk har gennem sit selskab Thunder Road købt option på rettighederne til filmen.
- Orgelmusikken fra DeUSYNLIGE er udgivet på Super Audio CD med 5.1 surroundlyd af 2L.